# 나야 로쿠로
나야 로쿠로(일본어: 納谷 六朗 なや ろくろう[*], 1932년 10월 20일 ~ 2014년 11월 17일)는 일본의 남성 성우이다. 도쿄 출신. 본명은 納屋 六郎.

## 참고 자료
- 小川びい (1997년 3월 10일).  アニメージュ編集部, 편집. 《ロマンアルバム アニメ声優ハンドブック こだわり声優事典'97》. 徳間書店. ISBN 4-19-720012-9.
- 《宇宙船別冊 仮面ライダー怪人大画報2016》. ホビージャパンMOOK. ホビージャパン. 2016년 3월 28일. ISBN 978-4-7986-1202-7.